# Яман-Порт
Яма́н-Порт (рос. Яман-Порт, башк. Яманпорт) — присілок (у минулому селище) у складі Нурімановського району Башкортостану, Росія. Входить до складу Красноключівської сільської ради.
Населення — 164 особи (2010; 209 у 2002).
Національний склад:
- росіяни — 48 %
- татари — 40 %